# 鷹野志穂
鷹野 志穂（たかの しほ、1964年6月20日 - ）は、日本の実業家。ロクシタン日本代表・日本法人社長、メルヴィータ日本法人社長を経て、カーライル・グループ日本法人シニア・アドバイザー、森永製菓取締役、藤田観光取締役、日本バスケットボール協会理事、AOI TYO Holdings取締役、ユナイテッドアローズ取締役等を歴任。

## 人物・経歴
大分県臼杵市出身。臼杵市立下南小学校などを経て、1987年東京女子大学文理学部日本文学科卒業、明治乳業入社。1990年イヴ・サンローランパルファム入社。1996年日本コカ・コーラアクティベーションマネージャー。1998年ブーツMCバイイングアンドマーケティングマネージャー。
2001年ロクシタンジャポン日本代表ジェネラルマネージャー。2004年ロクシタンジャポン代表取締役社長。2015年ロクシタンジャポン代表取締役会長。2016年ロクシタンジャポン相談役顧問。この間、メルヴィータジャポン代表取締役社長、クヴォン・デ・ミニム代表取締役社長も兼務した。
2017年エトワ設立、同社代表取締役社長、健康寺子屋理事。2018年森永製菓取締役。2019年藤田観光取締役。2020年日本バスケットボール協会理事。2021年カーライルジャパンシニア・アドバイザー。2022年トキワ取締役、AOI TYO Holdings取締役、ユナイテッドアローズ取締役（監査等委員）。